# President van Zuid-Soedan
De president van Zuid-Soedan is het staatshoofd van het Afrikaanse land Zuid-Soedan, dat sinds 9 juli 2011 een onafhankelijke republiek is. De president wordt gekozen voor vier jaar door het parlement. Een kandidaat moet Zuid-Soedanees van geboorte zijn, kunnen lezen en schrijven en minstens veertig jaar oud zijn.
De president is het hoofd van de regering (GOSS) en van het leger (SPLA). De huidige president is Salva Kiir Mayardit (1951) (SPLM). Sinds 2005 was hij president van de regering van Zuid-Soedanese Autonome Regio en hij werd in 2010 herkozen. Volgens de overgangsgrondwet is hij hierdoor op 9 juli 2011 de president geworden van de Republiek Zuid-Soedan. Vanaf die datum geldt een ambtstermijn van vier jaar, dus zijn termijn verloopt in 2015.
Er is ook een vicepresident, die geen specifieke bevoegdheden heeft, maar wel deelneemt in de raad van ministers en in de nationale veiligheidsraad en de president vervangt als die in het buitenland is. In juli 2013 ontsloeg Kiir de vicepresident Riek Machar en een aantal ministers. Volgens Machar was zijn ontslag niet terecht en was dit een dictatoriale stap van Kiir. Hierna volgde een breuk in hun beider partij, de SPLM, en een jaar later zelfs gewapende gevechten tussen aanhangers van de president en van de voormalige vicepresident.
In augustus 2013 werd James Wani Igga de nieuwe vicepresident.

## Geschiedenis
Sinds 9 juli 2005 vormde Zuid-Soedan een autonome regio binnen Soedan. Dit was op basis van vredesovereenkomsten gesloten op 9 januari 2005, waarin ook was opgenomen dat de Zuid-Soedanezen na 6 jaar konden besluiten tot volledige onafhankelijkheid. De eerste president van de autonome regering van Zuid-Soedan was John Garang De Mabior (1945-2005), de leider van de politieke beweging SPLM. Drie weken nadat hij president was geworden, verongelukte Garang op 30 juli 2005. De toenmalige vicepresident, Salva Kiir Mayardit, nam toen zijn taken over en hij werd op 11 augustus 2005 geïnstalleerd als nieuwe president en Riek Machar als nieuwe vice-president.
De spanningen binnen Soedan, met regionale, politieke, godsdienstige, culturele en raciale aspecten, bleken niet oplosbaar, terwijl "Noord-Soedan" niet meer bij machte bleek om Zuid-Soedan de wet op te leggen. Daarom werd in 2010 overeengekomen dat Zuid-Soedan een onafhankelijke staat kon vormen. Op 9 januari 2011 volgde een referendum waarin de Zuid-Soedanezen zich uitspraken voor onafhankelijkheid. De overgang van autonome regio naar onafhankelijke republiek in 2011 geschiedde volgens een overgangsgrondwet op bijna naadloze wijze: De in 2010 herkozen president Kiir, de vice-president Machar en de regering bleven in functie, terwijl het nieuwe parlement werd gevormd door alle leden van het in 2010 gekozen parlement van de autonome regio plus de Zuid-Soedanezen die tot op dat moment in het nationale parlement van Soedan zaten.  Zuid-Soedan ziet dan ook John Garang als de eerste president ("Founding President") van het land.

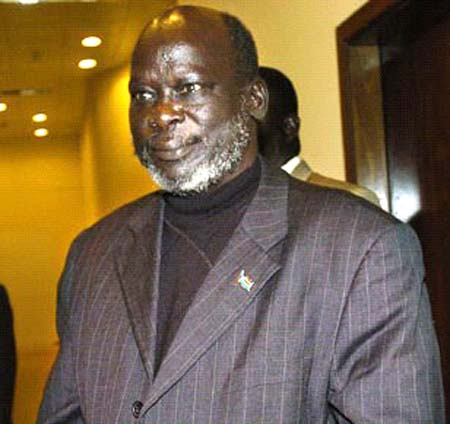
John Garang president 2005
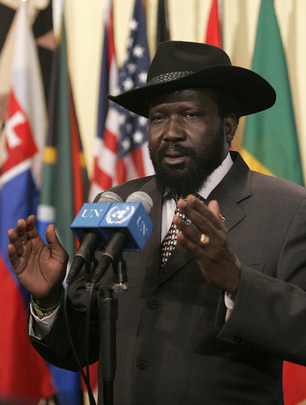
Salva Kiir Mayardit president 2005-
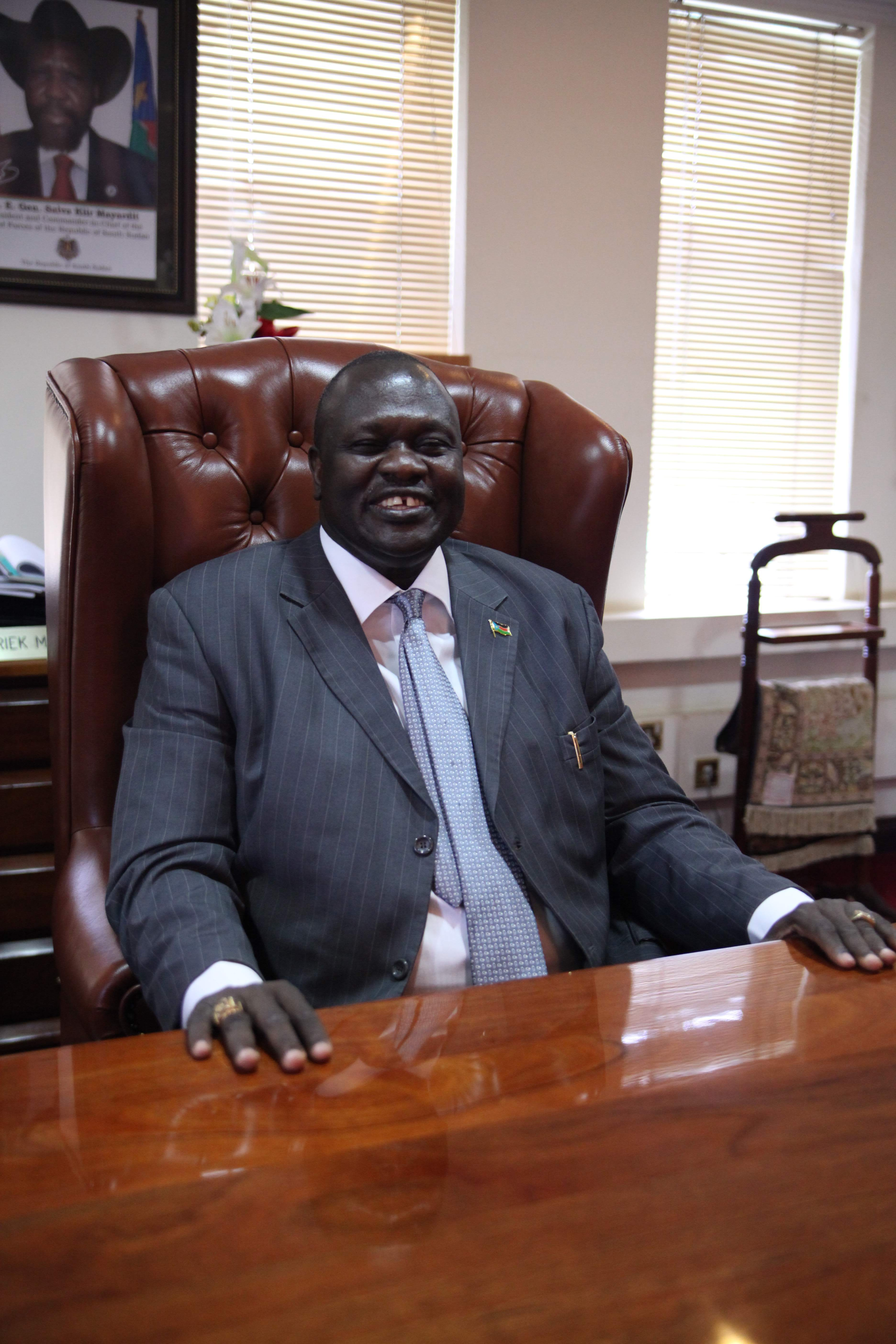
Riek Machar vicepresident 2005-2013